# Sikou Niakaté
Sikou Niakaté (ur. 10 lipca 1999 w Montreuil) – malijsko-francuski piłkarz, występujący na pozycji obrońcy w portugalskim klubie SC Braga oraz w reprezentacji Mali.

## Statystyki

### Klubowe
Na podstawie:
| Klub              | Sezonów | Liga          | Liga  | Liga   | Puchar krajowy | Puchar krajowy | Kontynentalne | Kontynentalne | Suma  | Suma   |
| Klub              | Sezonów | Liga          | Mecze | Bramki | Mecze          | Bramki         | Mecze         | Bramki        | Mecze | Bramki |
| ----------------- | ------- | ------------- | ----- | ------ | -------------- | -------------- | ------------- | ------------- | ----- | ------ |
| Valenciennes FC   | 3       | Ligue 2       | 43    | 0      | 6              | 0              | –             | –             | 49    | 0      |
| En Avant Guingamp | 2       | Ligue 2       | 54    | 2      | 1              | 0              | –             | –             | 55    | 2      |
| FC Metz           | 2       | Ligue 1       | 16    | 0      | 0              | 0              | –             | –             | 16    | 0      |
| SC Braga          | 2       | Primeira Liga | 30    | 3      | 5              | 0              | 9             | 1             | 44    | 4      |
|                   | Łącznie | Łącznie       | 143   | 5      | 12             | 0              | 9             | 1             | 164   | 4      |

### Reprezentacyjne
Na podstawie:
| Występy i gole w reprezentacji | Występy i gole w reprezentacji | Występy i gole w reprezentacji | Występy i gole w reprezentacji | Występy i gole w reprezentacji | Występy i gole w reprezentacji | Występy i gole w reprezentacji | Występy i gole w reprezentacji | Występy i gole w reprezentacji |
| Lp.                            | Data                           | Miasto                         | Przeciwnik                     | Wynik                          | Czas                           | Gole                           | Inne                           | Rozgrywki                      |
| ------------------------------ | ------------------------------ | ------------------------------ | ------------------------------ | ------------------------------ | ------------------------------ | ------------------------------ | ------------------------------ | ------------------------------ |
| 1.                             | 17.10.2023                     | Portimão                       | Arabia Saudyjska               | 3:1 (2:0)                      | 1'–90'                         |                                |                                | mecz towarzyski                |

## Sukcesy
Na podstawie:

### SC Braga
Puchar Ligi Portugalskiej: 2023/2024